# Sant'Anna Arresi
Sant'Anna Arresi (en sard, Sant'Anna Arresi) és un municipi italià, dins de la província de Sardenya del Sud. L'any 2007 tenia 2.678 habitants. Es troba a la regió de Sulcis-Iglesiente. Limita amb el municipi de Masainas i Teulada (CA)

## Administració
| Període | Identitat         | Partit        |
| ------- | ----------------- | ------------- |
| 2005-   | Paolo Luigi Dessì | Llista Cívica |